# Theodor Gill
Theodor Heinrich Gill (* 11. November 1928 in Paramaribo, Surinam; † 3. November 2019 in Herrnhut) war ein deutscher Theologe und Bischof der Evangelischen Brüder-Unität.

## Werdegang
Nach dem Studium der evangelischen Theologie in Berlin, Göttingen und Basel folgte das Vikariat in Herrnhut. Hier wurde Gill 1955 als Diakonus der Brüdergemeine ordiniert. Als Gemeinhelfer (Pfarrer) war Gill vor allem in der Jugendarbeit tätig. 1958 wurde er Dozent am Katechetischen Seminar in Gnadau; später leitete er die Gnadauer Anstalten. 1973 zog Gill mit seiner Familie nach Herrnhut. 1980 wurde er als Bischof der evangelischen Freikirche eingesegnet.
Von 1971 bis 1990 war er Mitglied der Kirchenleitung der Evangelischen Brüder-Unität in der damaligen DDR und gehörte bis vor seinem Ruhestand deren Direktion an. Nach der Friedlichen Revolution gründete Gill eine Arbeitsgruppe zur Aufarbeitung der DDR-Vergangenheit. 
Theodor Gill war verheiratet und hatte sieben Kinder. Einer seiner Söhne ist der Diplomat David Gill.